# Kranenburg (Nadrenia Północna-Westfalia)
Kranenburg (pisownia urzędowa do 9 czerwca 1936: Cranenburg) – gmina w zachodnich Niemczech, w kraju związkowym Nadrenia Północna-Westfalia, w rejencji Düsseldorf, w powiecie Kleve. Gmina leży przy holenderskiej granicy koło Nijmegen i jest członkiem Euroregionu Ren-Waal.

## Geografia

### Obszar gminy
Z ok. 77 km kwadratowych powierzchni gminy, jedynie 26 km kwadratowych jest używanych jako powierzchnia mieszkalna, budowlana lub rolnicza; 25 km kwadratowych to łąki a 26 km kwadratowych to lasy. Duże części obszaru gminy są niezamieszkanymi obszarami przyrodniczymi; na południu las Reichswald, na północy nizina Renu – Düffel.
Gmina podzielona jest na 9 miejscowości:
| Miejscowość | Liczba mieszkańców |
| ----------- | ------------------ |
| Kranenburg  | 4.614              |
| Nütterden   | 3.008              |
| Schottheide | 663                |
| Mehr        | 542                |
| Zyfflich    | 505                |
| Wyler       | 564                |
| Frasselt    | 515                |
| Niel        | 222                |
| Grafwegen   | 78                 |

### Sąsiednie gminy
Gmina Kranenburg granicy na wschodzie z miastem Kleve, na południowym wschodzie z miastem Goch, na południowym zachodzie z gminą Gennep (prowincja Limburgia, w Holandii), na zachodzie i północy z gminą Berg en Dal (prowincja Gelderland, w Holandii).

## Historia

### Średniowiecze
Kranenburg został założony w XIII wieku przez klewowskich grafów. Zamek Kranenburg był wspomniany po raz pierwszy 1270; już za życia Dietricha Luf von Kleve, zmarłego w 1277 roku, zbudowano pierwszy kościół. Już przed 1294 miejscowość posiadała prawa miejskie. Przez odnalezienie „cudownego krzyża” w 1308 Kranenburg stał się ważnym miejscem pielgrzymek katolików.

21 października 1314 graf Dietrich von Kleve i jego żona Margarethe zastawili Gerhardowi von Horn miasto i zamek Kranenburg i ustanowili go rektorem i gubernatorem hrabstwa Kleve. Między jego synem i spadkobiercą Dietrichem von Horn i grafem Kleve doszło do sporu przez odwołanie zastawu, który został zażegnany w roku 1370 przez orzeczenie księżnej Johanny von Brabant. Kwota odszkodowania wyniosła 30.000 écu.

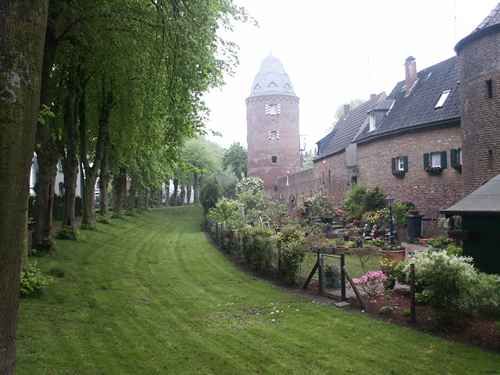
Mury miasta i wieża-młyn

Tego czasu miasto Kranenburg posiadało pierwsze fortyfikacje. Na przełomie XIV i XV wieku został wybudowany nowy zamek i kamienna fortyfikacja z dwoma bramami z niewyjaśnioną ilością wież, najbardziej wysunięta na południe, służąca między innymi jako miejski młyn. W pierwszej połowie XV wieku miasto przeżywało okres rozkwitu, który został uwieczniony budową dużego kościoła w stylu gotyckim. W 1436 została przeniesiona kapituła św. Marcina z Zyfflich do Kranenburga.

### Wczesna nowożytność
Liczne pożary i powodzie doprowadziły do końca czasów świetności miasta. Z wymarciem książąt Jülich-Kleve-Berg w 1609 Kranenburg, wraz z księstwem Kleve został dołączony do Brandenburgii-Prus. Wielki Elektor, Fryderyk Wilhelm I, oddał w 1675 Kranenburg w ręce jego przybocznego lekarza, Arnolda Feya. Po jego śmierci w 1678 miejscowość została z powrotem oddana Brandenburgii. W 1650 w Kranenburgu założono gminę protestancką, która w 1723 zajęła mały kościół. W 1789 pożar miasta zniszczył historyczny ratusz a grożące zawaleniem bramy miasta zostały zburzone w roku 1800.

### Przełom XIX i XX wieku
W czasach dominacji Francji Kranenburg był siedzibą kantonu w departamencie Ruhry i czasowo najbardziej wysuniętym na północ punktem Francji, jednak stracił prawa miejskie. Po kongresie Wiedeńskim gminy Kranenburg, Nütterden i Frasselt-Schottheide stworzyły gminę łączoną Kranenburg. Ze względu na położenie granicy z Holandią, Kranenburga miał wielkie znaczenie. Od 1818 do 1856 Kranenburg był nawet siedzibą głównego urzędu celnego.
W 1936 do gminy zostało dołączone Grafwegen, które wcześniej należało do gminy Kessel. Kranenburg pozostawał pod silnym wpływem rolnictwa aż do XX wieku.Podczas zimy 1944/1945 (II wojna światowa) miejscowość bardzo ucierpiała. 7 lutego 1945 alianci zachodni stoczyli bitwę w lesie Reichswald. 10 lutego Kranenburg został przez nich wyzwolony. Pod koniec marca 1945 udało im się w Wesel przebić na drugą stronę Renu (Forsowanie Renu).

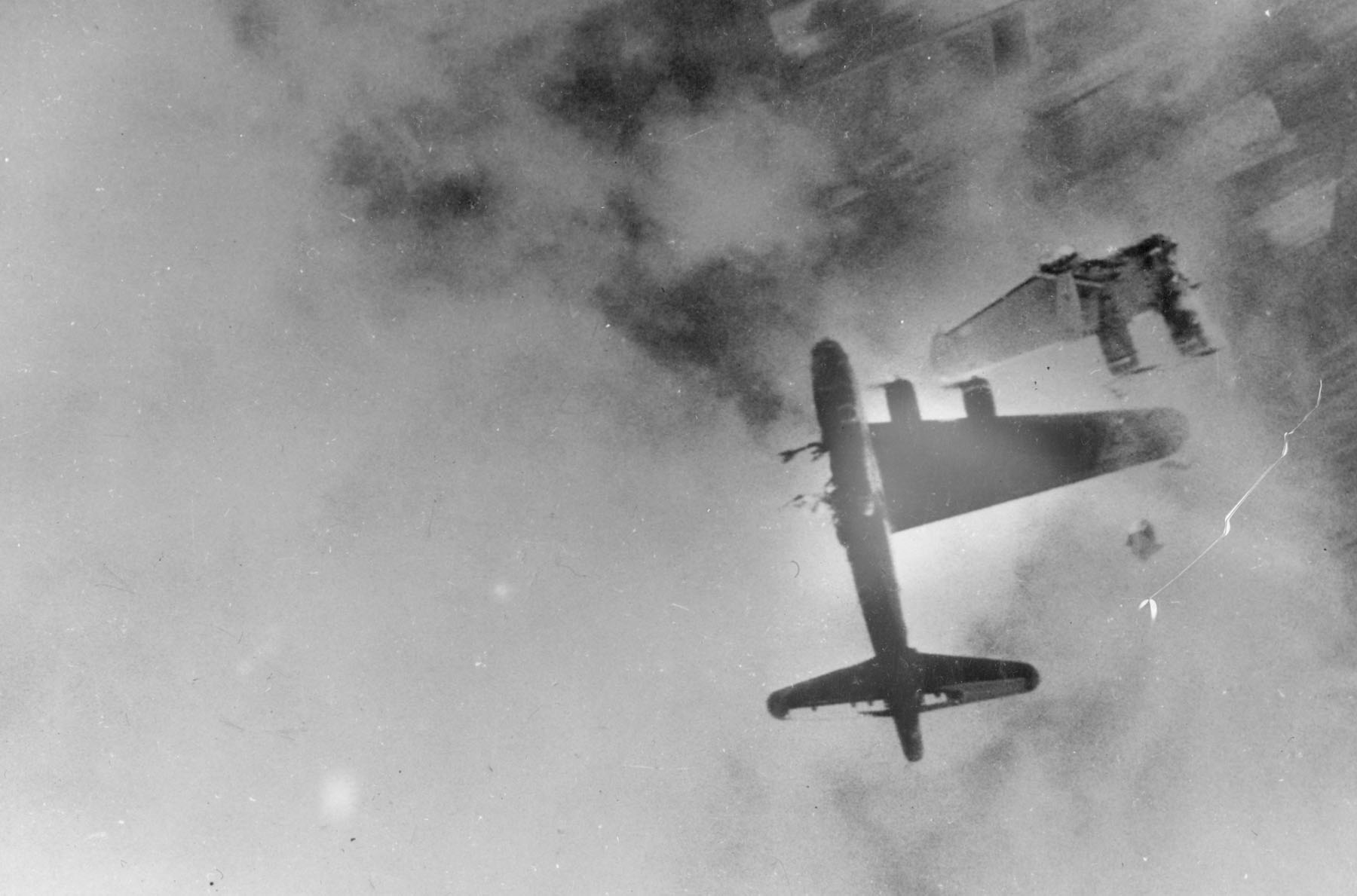
Zestrzelony amerykański Boeing B-17 nad Kranenburgiem

Po drugiej wojnie światowej gminy Wyler i Zyfflich zostały dołączone do urzędu Kranenburg. Gmina Kranenburg w jej dzisiejszej formie została stworzona 1 lipca 1969 podczas pierwszej reformy komunalnej w Nadrenii-Północnej Westfalii. Gminy Kranenburg (wraz z Nütterden, Frasselt, Schottheide i Grafwegen), Wyler i Zyfflich urzędu Kranenburg, jak i gminy Mehr i Niel urzędu Rindern zostały połączone w nową gminę Kranenburg. 1 stycznia 1975 wraz z drugą komunalną reformą w Nadrenii-Północnej Westfalii stary powiat Kleve został połączony z dawnym powiatem Geldern i częściami powiatów Moers i Rees w nowy dolnoreński, duży powiat Kleve. W przygranicznej gminie Kranenburg żyje do dzisiaj wielu Holendrów.

### Rozwój populacji
Poniższe dane odnoszą się do obecnego terytorium gminy Kranenburg:
| Rok  | liczba mieszkańców (każdego 01 stycznia) |
| ---- | ---------------------------------------- |
| 1950 | 5.620                                    |
| 1960 | 6.222                                    |
| 1970 | 7.840                                    |
| 1980 | 7.860                                    |
| 1990 | 7.984                                    |
| 2000 | 9.250                                    |
| 2005 | 9.812                                    |
| 2010 | 10.128                                   |
| 2011 | 10.159                                   |
| 2012 | 10.208                                   |
| 2013 | 10.250                                   |
| 2014 | 10.306                                   |
| 2015 | 10.433                                   |
| 2016 | 10.536                                   |

## Polityka

### Rada gminy
Od ostatnich wyborów komunalnych w 25 maja 2014 w radzie gminy są następujące partie:
| Partia             | Miejsca w Radzie Gminy | Poparcie wyrażone w „%” |
| ------------------ | ---------------------- | ----------------------- |
| CDU                | 13                     | 48,3                    |
| SPD                | 9                      | 31,4                    |
| Związek 90/Zieloni | 3                      | 11,4                    |
| FDP                | 3                      | 9,0                     |

Frekwencja wyniosła 47,61%. Następne wybory komunalne odbędą się w 2020 roku.

### Burmistrz
Burmistrzem gminy Kranenburg jest od 30 sierpnia 2009 Günter Steins (CDU). Podczas ostatnich wyborów na burmistrza został wybrany jako kandydat lokalnych CDU i FDP, osiągając wynik 66% głosów. Jego kontrkandydatką była popierana przez SPD Tatjaana Kemper, która osiągnęła wynik 34%. Frekwencja wyniosła 44,91% uprawnionych do głosowania.

### Herb, pieczęć, transparent i logo
Zgodnie z ustawą gmina Kranenburg ma zezwolenie na używanie herbu, pieczęci i transparentu. Oprócz tego gmina posiada także logo.

Godło
Pieczęć
Transparent

### Miasta partnerskie
Wraz z graniczącymi holenderskimi gminami Groesbeek i Ubbergen Kranenburg posiada jedno miasto partnerskie: Körmend na Węgrzech.

## Kultura i zabytki

### Teatry
- Guck-Mal-Theater Kranenburg
- Bühnenfreunde Mehr e. V.

### Muzyka
- Musikverein Kranenburg e. V.
- Musikzug der Allgemeinen Schützengesellschaft Nütterden e. V.
- Musikverein 1923 Zyfflich e. V.

### Budowle
Po okresie rozkwitu gminy na przełomie XIII i XIV wieku zbudowano wiele budowli, które zachowały się do dzisiaj. Niektóre zostały zniszczone podczas II wojny światowej, lecz ze względów historycznych zostały odbudowane (niektóre w zmienionej formie, lecz w tych miejscach, w których były przed zniszczeniem).

#### Kranenburg

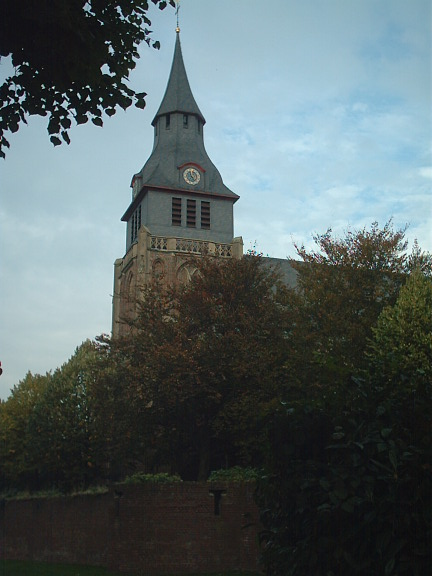
Katolicki kościół parafialny św. Piotra i Pawła w Kranenburgu (XV wiek)

- katolicki kościół parafialny Św. Piotra i Pawła
- Muzeum Katharinenhof
- wieża-młyn z wystawą o historii miejscowości
- kościół ewangelicki
- resztki murów miejskich

#### Zyfflich
- kościół katolicki Św. Marcina

#### Niel
- kościół katolicki Św. Bonifacego

#### Mehr
- kościół katolicki Św. Marcina
- Burg Zelem
- Młyn

#### Frasselt
- kościół katolicki Św. Antoniego

#### Nütterden
- kościół katolicki Św. Antoniego

#### Wyler
- stary i nowy kościół katolicki Św. Jana Chrzciciela

### Ochrona środowiska

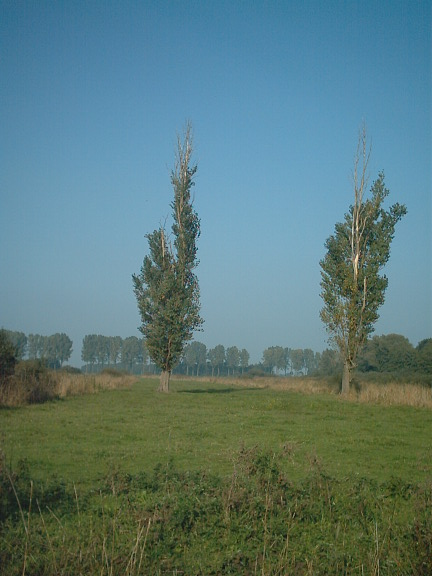
Strefa ochrony środowiska „Kranenburger Bruch”

Stacja ochrony środowiska NABU angażuje się szczególnie dla ochrony gęgaw, które żyją lub zimują w dużej liczbie w wilgotnych regionach Düffel.

## Gospodarka i infrastruktura

### Transport

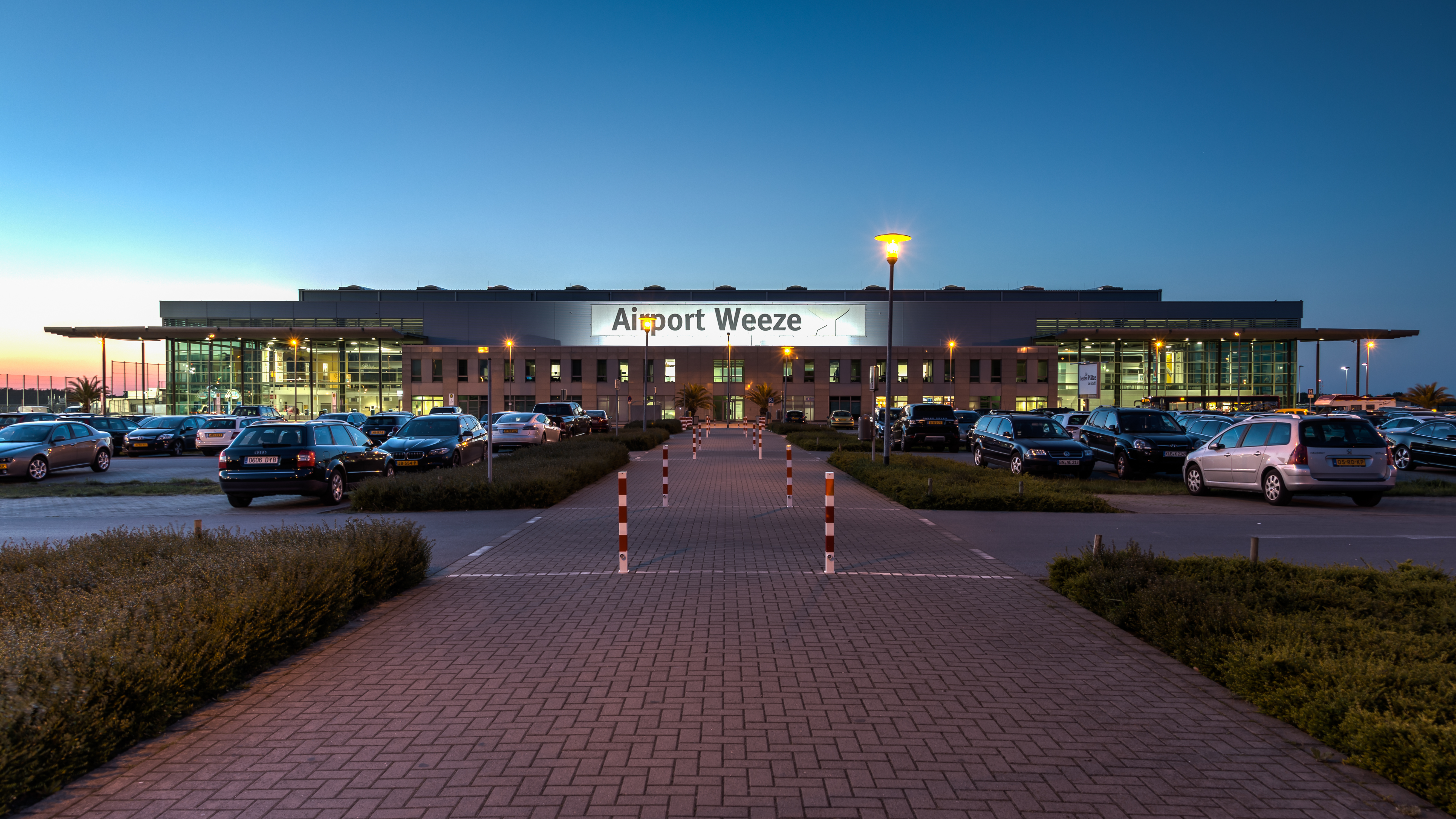
Port lotniczy Weeze

#### Transport lotniczy
Najbliższymi lotniskami są Port Lotniczy Weeze, przeznaczony dla tanich linii lotniczych oraz Port Lotniczy Düsseldorf.

#### Transport autobusowy
W lokalnym transporcie kursują zarówno niemieckie, jak i holenderskie linie autobusowe. Dla całego transportu miejskiego obowiązuje jedna taryfa związku komunikacyjnego Rhein-Ruhr (VRR):

##### Niemieckie linie autobusowe
- szybka linia autobusowa SB58 (VRR) między Emmerich i Nijmegen
- linia autobusowa 55 (VRR) między Kleve i Kranenburgiem (przez Schottnheide i Frasselt)
- linia autobusowa 59 (VRR) między Kleve i Kranenburgiem (przez Zyfflich i Wyler)
- „obywatelska” linia autobusowa bKr (VRR) między Kranenburgiem i Zyfflich

##### Holenderskie linie autobusowe
- linia autobusowa 57 (Breng) między Kranenburgiem i Nijmegen

#### Transport kolejowy
Do 1991 czynną w ruchu pasażerskim była linia kolejowa Nijmegen – Kleve – Krefeld należąca do Kolei lewobrzeżnej Doliny Renu. Obecnie linia jest czynna w ruchu pasażerskim na odcinku Krefeld – Kleve, po przeprowadzonej w 2008 roku naprawie głównej torowiska. Na pozostałym odcinku linii, czyli Kleve – Nijmegen od 2008 roku wykonywane są jedynie przewozy turystyczne drezyną ręczną. Drezyny te kursują między Kleve i Kranenburgiem, podobnie między Kranenburgiem i Groesbeekiem. Dawny budynek dworca Kranenburg jest dzisiaj używany jako kawiarnia „Caféhaus Niederrhein”, „Besucherzentrum De Gelderse Poort Kranenburg” oraz punkt informacyjny NABU.

##### Wykaz dróg

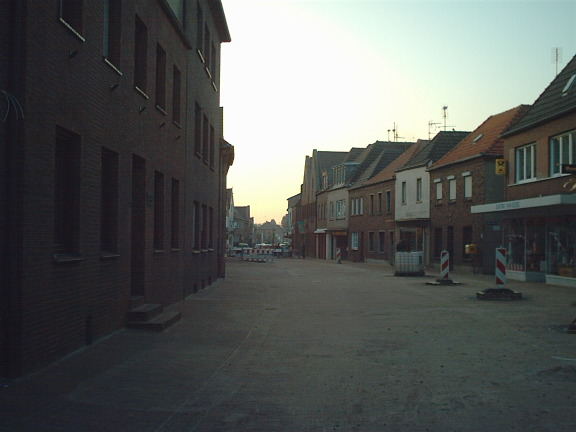
Große Straße podczas przebudowy w 2006 roku

#### Transport drogowy

##### Wykaz dróg[16]
| Numer | Przebieg                                                    |
| ----- | ----------------------------------------------------------- |
| B504  | Kranenburg B9 – Grunewald                                   |
| K2    | Keeken K3 – K31 – Niel – Kranenburg K44                     |
| K15   | Frasselt B504 – Schottheide – Nütterden – Kleve L484        |
| K31   | Wyler K44 – B9 – Zyfflich – Niel – K2 – Mehr – Nütterden B9 |
| K44   | Wyler B9 – K31 – Kranenburg – K2 – B9                       |
| B9    | Granica NL N325 – Kranenburg B504 – Nütterden – Donsbrüggen |

Przez gminę Kranenburg przebiegają dwie drogi federalne (19,195 km) i cztery powiatowe (28,760 km). Oprócz tego przez gminę przebiega jeszcze 107,000 kmdróg gminnych i 24,330 km dróg polnych/rolnych.

##### Sytuacja na „Große Straße”
Po przebudowie „Große Straße” w 2006 roku centrum miejscowości stało się strefą o małym natężeniu ruchu; ruch pomiędzy Kleve i Nijmegen jest prowadzony obwodnicą wokół centrum, jednak z powodu nadal zbyt wielkiego natężenia ruch „Große Straße” stało się nieprawdziwą ulicą jednokierunkową.

## Sport
W gminie Kranenburg znajdują się, dzięki systematycznej realizacji planów rozwoju sportu, obiekty umożliwiające uprawianie bardzo wielu dyscyplin sportowych. Wiele z nich jest zarządzanych przez kluby sportowe, a niektóre są własnością gminy.

### Lista obiektów sportowych[19]

#### Kranenburg
- Boisko sportowe
- Hala sportowa przy Hauptschule
- Hala sportowa przy szkole podstawowej
- Kort tenisowy klubu tenisowego „Rot-Gelb” e.V.
- Strzelnica Schützenhaus Kranenburg
- Ośrodek jeździecki Reiterverein Kranenburg und Umgebung e.V.
- Skatepark Jugendfreizeitheim „Train-Stop” Kranenburg
- Tor do grania w kule przy dworcu drezyn

#### Nütterden
- Boisko sportowe
- Hala sportowa przy szkole podstawowej
- Ośrodek jeździecki Reitstall Schulte-Geldermann
- Ośrodek jeździecki Pferdebetrieb KM-Horses an more
- Fitness- und Gesundheitszentrum maxemove

#### Mehr
- Boisko sportowe

#### Schottheide
- Boisko sportowe
- Strzelnica Bürgerhaus Schottheide
- Ośrodek jeździecki Reitclub „Papengatt”
- Ośrodek jeździecki Pferdebetrieb Eichelkampshof

#### Wyler
- Boisko sportowe

#### Frasselt
- Strzelnica Schützenhaus Frasselt
- Ośrodek jeździecki Reiterverein Kranenburg und Umgebung e.V.

#### Zyfflich
- Tor do grania w kule w Zyfflich

## Osobistości
- Gisbert Schairt (1380–1452), budowniczy
- Johann von Vlatten (1498–1562), humanista
- Diederich Pies (1590–ok. 1666), felczer
- Peter Heinrich Thielen (1839−1908), kompozytor
- Alphons J. van der Grinten (1852–1921), kartograf
- Jürgen Dahl (1929–2001), eseista i dziennikarz
- Hans van der Grinten (1929–2002), dyrektor lokalnego muzeum, pisarz i artysta
- Franz Joseph van der Grinten (ur. 1933), historyk sztuki, artysta
- Rolf Kramer (ur. 1938), dziennikarz sportowy
- Engelbert Lütke Daldrup (ur. 1956), urbanista i sekretarz krajowy
- Jean-Pierre Wils (ur. 1957), profesor religioznawstwa i filozof